# Desert Gun
Pour plus de détails, voir Fiche technique et Distribution.
Desert Gun (The Hollow Point) est un film policier américain réalisé par Gonzalo López-Gallego, sorti en 2016.

## Synopsis
Une petite ville située à la frontière entre le Mexique et les États-Unis est ravagée par le trafic d'armes, les cartels et les règlements de comptes sanglants. Le département de la Justice américaine engage un nouveau shériff chargé de reprendre le contrôle et de se débarrasser de tous ces bandits. En faisant face à cette vague de violence, il doit également confronter un tueur à gages à la recherche d'un butin.

## Fiche technique
Sauf indication contraire, les informations mentionnées dans cette section peuvent être confirmées par la base de données cinématographiques IMDb,  présente dans la section « Liens externes ».
- Titre original : Desert Gun
- Titre anglais : The Hollow Point
- Réalisation : Gonzalo López-Gallego
- Scénario : Nils Lyew
- Direction artistique : Scott Hinckley
- Décors : Adam Henderson
- Costumes : Kacie Seammons
- Montage : Gonzalo López-Gallego
- Musique : Juan Navazo
- Production : Aaron L. Ginsburg, William Green et Andy Horwitz
- Sociétés de production : Atlas Independent
- Sociétés de distribution : Vertical Entertainment
- Pays d’origine : États-Unis, Mexique
- Langues originales : anglais, espagnol
- Durée : 97 minutes
- Format : couleur
- Genre : policier, thriller, action
- Dates de sortie :
  - États-Unis : 16 décembre 2016
  - France : 9 mai 2017 (DVD)

## Distribution
- Patrick Wilson (VFB : Bruno Mullenaerts) : Shériff Wallace
- Ian McShane (VFB : Jean-Michel Vovk) : Shériff Leland Kilbaught
- Lynn Collins (VFB : Sophie Frison) : Marla
- John Leguizamo (VFB : Sébastien Hébrant) : Atticus
- Jim Belushi (VFB : Benoît Van Dorslaer) : Shepard « Shep » Diaz
- Heather Beers : Ellie
- Michael Flynn : Jesse
- Karli Hall : Lilly
- Nathan Stevens : Clive Mercy
- David Fernandez Jr. : Eugenio
- David H. Stevens : Ken Mercy
- Derek Boone : Samuel « Sam » Gibbons
- Carl Hadra : Clay Kinston

## Accueil

### Accueil critique
Sur l'agrégateur américain Rotten Tomatoes, le film récolte 36 % d'opinions favorables pour 14 critiques. Sur Metacritic, il obtient une note moyenne de 41⁄100 pour 10 critiques.